# Valle de la Matapédia
El Valle de la Matapédia (en francés: Vallée de la Matapédia) fue formado por las montañas Chic-Choc del este de la provincia canadiense de Quebec. Su nombre deriva del río que atraviesa el valle, así como del lago que se encuentra en el centro del mismo. Está situado en el suroeste de la península de la Gaspesia y se extiende por unos 375 kilómetros (233 millas).
El territorio se compone sobre todo de bosques y tierras agrícolas, y tiene una población de más de 20.000 habitantes, distribuidos en una treintena de municipios. La mayoría de ellos se concentran a lo largo de la principal vía de comunicación, carretera 132 de Quebec. La ciudad de Amqui, con sus 6 261 habitantes, es la principal localidad del condado. 
El pueblo Mi'kmaq se instaló en el valle por primera vez en torno al año 500 a. C. El asentamiento franco-canadiense comenzó en 1833, cuando Pierre Brochu se trasladó al lago Matapedia a lo largo de Kempt Road. Los colonos comenzaron a acudir en masa a la comarca a finales del siglo XIX, al empezar a talarse el bosque, para desarrollar la agricultura y la industria maderera. 
El topónimo "Matapédia" deriva de la expresión Micmac matapegiag, que significa "la unión del río", donde Mata significa "unión" y pegiag, "río",  pues aquí confluyen el río Matapédia y el Restigouche.